# Плютей карликовый
Плюте́й ка́рликовый, или ме́лкий (Pluteus nanus) — гриб рода Плютей. В системе рода Плютей С. П. Вассера этот вид относится к секции Celluloderma подрода Hispidocelluloderma, в системе Э. Веллинги к подсекции Eucellulodermini секции Celluloderma. Считается несъедобным или малоизвестным съедобным грибом.
Несмотря на то, что вид широко распространён и не редкий, он недостаточно хорошо изучен, его объём чётко не определён. Часть исследователей включает в его синонимику названия Pluteus griseopus P.D. Orton 1960 и Pluteus satur Kühner & Romagn. 1956, другие считают их относящимися к самостоятельным видам, достаточно хорошо отличающимся по морфологическим признакам, например, для Pluteus griseopus отмечают хлопьевидный налёт на ножке и наличие каулоцистид.

## Описание
Шляпка диаметром 2—3(5) сантиметров, тонкомясистая, от конической или полуокруглой до распростёртой с возрастом формы, с чётко выраженным бугорком. Поверхность бархатистая, тонковолокнистая, в центре радиально-морщинистая, от коричневатого до каштаново-бурого цвета с оливковым оттенком, в центре более тёмная, покрыта пылящим сажисто-мучнистым налётом. Край тонкий, просвечивающийся.
Пластинки свободные, широкие, частые, от беловато-розового до розового, коричнево-розового цвета с беловатым краем.
Ножка 3—5×0,2—0,4 см, цилиндрическая, центральная, к основанию расширяется. Поверхность беловатая, сероватая или слегка желтоватая, с возрастом до буроватой, гладкая, блестящая продольно-волокнистая.
Мякоть беловатая, на срезе не изменяется, с мягким вкусом и слабым грибным запахом.
Остатки покрывал отсутствуют, споровый порошок розовый.
Споры гладкие, широкоэллипсоидные или почти шаровидные, 6—7×5—6 мкм.
Кожица шляпки состоит из булавовидных, грушевидных или округлых клеток размерами 30—60×18—50 мкм, содержащих коричневый пигмент. Покровы ножки состоят из бесцветных цилиндрических или булавовидных гиф шириной 5—20 мкм.
Базидии четырёхспоровые, размерами 26—40×7—12 мкм, тонкостенные, булавовидные, бесцветные.
Хейлоцистиды размерами 35—70×10—25 мкм, булавовидные или мешковидные, тонкостенные, бесцветные, многочисленные. Плевроцистиды 50—100×15—35 мкм, различной формы, бесцветные, иногда с коричневым пигментом, встречаются редко.

## Сходные виды
Наиболее близкие виды отличаются отсутствием сажистого налёта на шляпке и по микроскопическим признакам.
- Плютей мелкошляпочный (Pluteus podospileus)[5]
- Плютей жилковатый (Pluteus phlebophorus)[3]

## Экология и распространение
Сапротроф на пнях, остатках древесины лиственных деревьев, растёт в лиственных и смешанных лесах, парках. Широко распространён в Европе и Азии, известен в Северной Америке. Встречается часто, для многих регионов обычен.
Сезон: июнь — октябрь.